# Eleccions municipals de Benidorm de 1979
Les eleccions municipals de Benidorm de 1979 van ser les primeres eleccions municipals democràtiques a l'Ajuntament de Benidorm sota l'ordenament jurídic de la Constitució Espanyola de 1978. Es van celebrar el 3 d'abril de 1979.
La candidatura més votada va ser la del Partit Socialista Obrer Espanyol (PSOE), només per un vot més que la de la Unió de Centre Democràtic (UCD), sent investit com a alcalde en José Such Ortega (UCD) amb el suport de l'Agrupació Independent de Benidorm (AIB), encapçalada pel futur alcalde Vicent Pérez Devesa. El fins aleshores alcalde, en Rafael Ferrer Melià, va concòrrer a les eleccions a les llistes del Partit Nacionalista del País Valencià (PNPV).

## Candidatures
Tot seguit, s'especifiquen les candidatures presentades a les eleccions amb els seus caps de llista corresponents. Es desconeixen els caps de llista d'algunes candidatures degut a la manca de dades sobre la publicació oficial d'aquestes al BOA.
- Partit Socialista Obrer Espanyol (PSOE)
  - Cap de llista: Manuel Catalán Chana
- Unió de Centre Democràtic (UCD)
  - Cap de llista: José Such Ortega
- Agrupació Independent de Benidorm (AIB)
  - Cap de llista: Vicent Pérez Devesa
- Partit Comunista d'Espanya-Partit Comunista del País Valencià (PCE)
  - Cap de llista:
- Partit Nacionalista del País Valencià (PNPV)
  - Cap de llista: Rafael Ferrer Melià
- Coalició Democràtica (CD)
  - Cap de llista:
- Acció Republicana Democràtica Espanyola (ARDE)
  - Cap de llista:

## Resultats
| Partit       | Partit                                                        | Vots   | %     | Escons | +/– |  |
| ------------ | ------------------------------------------------------------- | ------ | ----- | ------ | --- |  |
|              | Partit Socialista Obrer Espanyol                              | 2.838  | 31,37 | 7      | Nou |  |
|              | Unió de Centre Democràtic                                     | 2.837  | 31,36 | 7      | Nou |  |
|              | Agrupació Independent de Benidorm                             | 1.111  | 12,28 | 3      | Nou |  |
|              | Partit Comunista d'Espanya-Partit Comunista del País Valencià | 880    | 9,73  | 2      | Nou |  |
|              | Partit Nacionalista del País Valencià                         | 622    | 6,88  | 1      | Nou |  |
|              | Coalició Democràtica                                          | 534    | 5,90  | 1      | Nou |  |
|              |                                                               |        |       |        |     |  |
|              | Acció Republicana Democràtica Espanyola                       | 225    | 2,49  | 0      | Nou |  |
| Total        | Total                                                         | 9.047  | 99,7  | 21     | 0   |  |
|              |                                                               |        |       |        |     |  |
| Vots vàlids  | Vots vàlids                                                   | 9.077  | 99,65 |        |     |  |
| Vots nuls    | Vots nuls                                                     | n/a    | n/a   |        |     |  |
| Participació | Participació                                                  | 9.293  | 55,3  |        |     |  |
| Cens         | Cens                                                          | 16.809 |       |        |     |  |
| Font:        |                                                               |        |       |        |     |  |